# Nikon D200

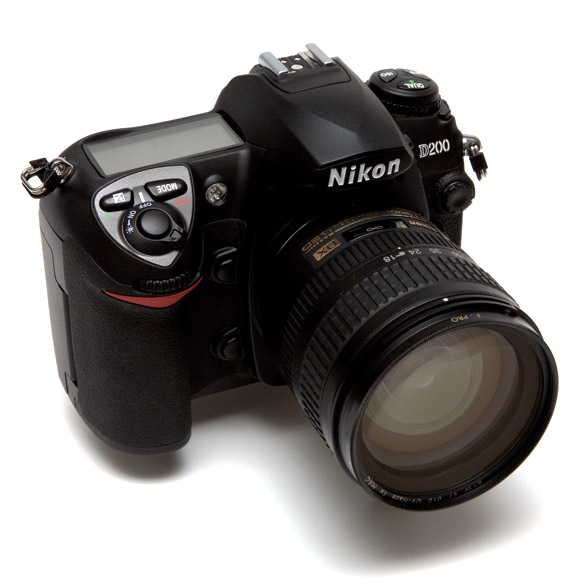

Nikon D200 — професійний цифровий дзеркальний фотоапарат середнього рівня компанії Nikon, анонсований в листопаді 2005 року. Замінив на ринку Nikon D100. Знятий з виробництва після виходу Nikon D300.
Фотоапарат оснащений матрицею формату Nikon DX з роздільню здатністю 10 мегапікселів, розміром 23,7×15,6 мм (роздільна здатність знімка: 3872 × 2592). Підтримується збереження знімків у формати JPEG і NEF.